# أسالانديا
أسالانديا هي بلدية في البرازيل، تتبع مارانهاو، بلغ عدد سكانها 104٬047  نسمة، في 2010، تبلغ مساحتها 5٬806٫307 كيلومتر مربع.

## الموقع
تشترك في الحدود مع:
- سيديلانديا.

## أعلام
- ديفيد سيلفا فيرنانديز